# Gare de Trimbach
 (novembre 2024).
Si vous disposez d'ouvrages ou d'articles de référence ou si vous connaissez des sites web de qualité traitant du thème abordé ici, merci de compléter l'article en donnant les références utiles à sa vérifiabilité et en les liant à la section « Notes et références ».
La gare de Trimbach (en allemand Bahnhof Trimbach) est l'unique gare ferroviaire située à Trimbach, en Suisse.

## Service voyageurs

### Desserte
| Origine | Arrêt précédent | Train | Train | Train | Arrêt suivant | Destination |
| ------- | --------------- | ----- | ----- | ----- | ------------- | ----------- |
| Sissach | Läufelfingen    |       | S     |       | Olten         | Olten       |